# Großer Preis von Frankreich 1924

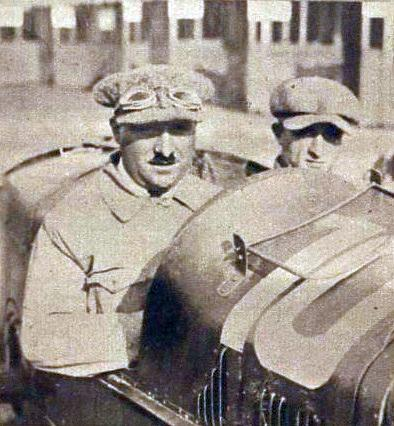
Rennsieger Giuseppe Campari

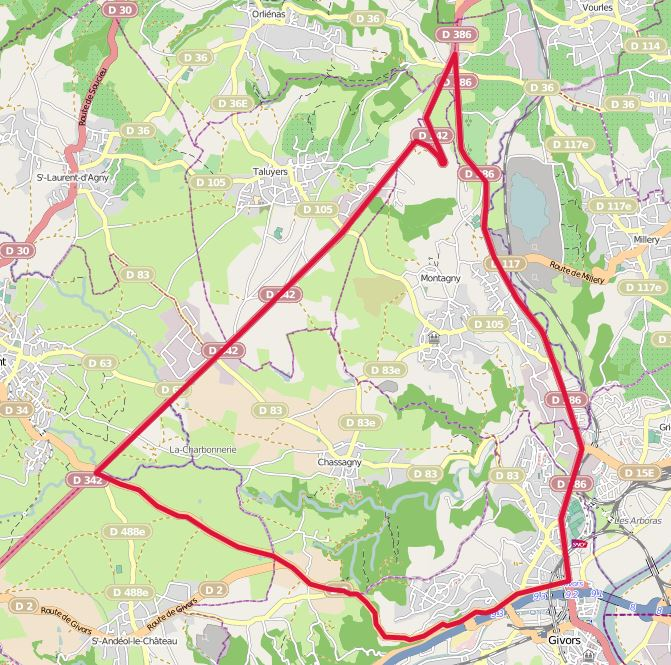
Streckenlayout

Der XVIII. Große Preis von Frankreich (XVIII Grand Prix de l’Automobile Club de France) fand am 3. August 1924 auf dem Circuit de Lyon in Lyon in Frankreich statt.
Das Rennen hatte auch den AIACR-Ehrentitel Großer Preis von Europa. Es wurde entsprechend den Bestimmungen der Formule Internationale – der von der AIACR vorgegebenen offiziellen Internationalen Grand-Prix-Formel, in der eine Mindestdistanz der Rennen von 800 km vorgegeben war – über 35 Runden à 23,15 km ausgetragen, was einer Gesamtdistanz von 810,25 km entsprach. Teilnahmeberechtigt waren Werksmannschaften mit Rennwagen bis 2 Liter Hubraum und einem Mindestgewicht von 650 kg.
Sieger wurde Giuseppe Campari auf einem Alfa Romeo P2.

## Rennen
1924 kehrte der Grand Prix d’ACF nach Lyon zurück, dem Austragungsort des epochalen Rennens von 1914. Der Streckenverlauf bestand aus einem Teilabschnitt der damaligen Rennstrecke und zum ersten Mal in seiner Geschichte wurde ein französischer Grand Prix auf einem Rundkurs mit durchgängig befestigtem Straßenbelag ausgetragen. Der Bedeutung des Rennens entsprechend, das auch unter dem Titel des II. Großen Preises von Europa veranstaltet wurde, waren mit Fiat, Sunbeam, Delage, Bugatti, Alfa Romeo und Schmid dieses Mal alle aktiven Hersteller von Grand-Prix-Rennwagen nach der geltenden Formel vertreten. Lediglich Mercedes war als deutsches Unternehmen als Folge des Ersten Weltkriegs in Frankreich noch von der Teilnahme an Rennen ausgeschlossen, hatte sein neues Grand-Prix-Modell aber ohnehin noch nicht fertig entwickelt. Auch unter den Fahrern war alles versammelt, was Rang und Namen hatte, darunter mit Felice Nazzaro und Pietro Bordino (Fiat), Jules Goux (Rolland-Pilain-Schmid), Henry Segrave, Albert Divo und Dario Resta (Sunbeam) sowie Louis Wagner (Alfa Romeo) sieben frühere Grand-Prix- bzw. Indianapolis-Sieger. Dazu kam mit Giuseppe Campari und Antonio Ascari (beide Alfa Romeo), sowie Robert Benoist (Delage) eine neue Generation künftiger Grand-Prix-Asse hinzu. Eine Sonderstellung fiel außerdem Louis Zborowski zu, dessen Miller als erster privat bei einem offiziellen Internationalen Grand Prix eingesetzter Rennwagen gilt, auch wenn das eher unbeabsichtigt geschah. Um teilnehmen zu können, hätte Zborowski eigentlich eine Bescheinigung des Herstellers mit der Bestätigung gebraucht, dass er im „Auftrag“ des Werks an den Start ging. Obwohl Zborowski das versäumt hatte, durfte er zum Rennen antreten.
Neben Fiat, die schon im Vorjahr mit Motoraufladung gefahren waren, traten mit Sunbeam und Alfa Romeo nun noch zwei weitere Hersteller mit Kompressor-Rennwagen an, deren Leistung zwischen 138 und 150 PS sich in etwa gleicher Höhe bewegte. Für Alfa Romeo war es der erste Grand-Prix-Start der Firmengeschichte (beim italienischen Grand Prix im Vorjahr hatte man wegen des tödlichen Unfalls von Ugo Sivocci nach dem Training zurückgezogen), aber das neue Grand-Prix-Modell Alfa Romeo P2 hatte schon bei einem formelfreien Rennen in Cremona seine Leistungsfähigkeit eindrucksvoll unter Beweis gestellt. Für die drei übrigen Teams, die sich noch gegen den Einbau von Kompressoren entschieden hatten, bedeutete das, dass sie den Leistungsnachteil des Saugmotors auf andere Weise durch konstruktive Besonderheiten aufzuholen versuchen mussten. Beim Delage Type 2 LCV, dem ersten Grand-Prix-Rennwagen mit V12-Motor, setzte man dafür ganz auf Steigerung der Motordrehzahl, wobei das für damalige Verhältnisse hochkomplexe Aggregat (vier obenliegende Nockenwellen, insgesamt 48 Ventile) mit 120 PS bei 6000/min tatsächlich fast an die Leistungswerte der Kompressormotoren herankam. Einen völlig entgegengesetzten Ansatz verfolgte dagegen Bugatti mit seinem ganz konventionell gehaltenen Reihenachtzylinder im Type 35, dessen hervorragendes Fahrverhalten jedoch nicht ausreichte, den Leistungsrückstand auf die Kompressor-Modelle wettzumachen. Eine weitere interessante, wenn auch unterlegene Konstruktion waren schließlich noch die ventillosen Sechszylindermotoren des Schweizer Motorenherstellers Schmid, eingebaut in zwei ältere Rolland-Pilain-Chassis.
Wie auf Straßenkursen bis dahin üblich, wurde der Start fliegend ausgeführt. Sofort entwickelte sich daraus ein Dreikampf unter den drei Kompressor-Mannschaften mit Segrave (Sunbeam) vor Ascari (Alfa Romeo), Guinness (Sunbeam), Campari (Alfa Romeo) und Bordino (Fiat). Segrave musste jedoch schon nach kurzer Zeit mit Fehlzündungen an die Box. Danach kämpften Bordino und Ascari um die Spitze, bis auch der Fiat-Fahrer mit nachlassenden Bremsen stoppen musste. Auch das Bugatti-Team befand sich bereits in großen Schwierigkeiten, weil die Dunlop-Reifen infolge schlechter Vulkanisierung der Belastung nicht standhielten. Nach einer kurzen Unterbrechung durch die planmäßigen Tankstopps übernahm Ascari erneut die Führung vor Guinness, Campari und dem jetzt etwas stärker aufkommenden Delage von Divo. In der zweiten Hälfte beruhigte sich das Rennen zusehends und Ascari wirkte bereits wie der sichere Sieger, musste seinen Alfa Romeo in der 32. von insgesamt 35 Runden aber mit einem Riss im Motorblock aufgeben. So kam nach sieben spannungsreichen Stunden sein Teamkollege Campari zum ersten bedeutenden Sieg seiner Karriere, gleichzeitig auch der erste Grand-Prix-Erfolg für Alfa Romeo direkt im ersten Anlauf. Auch Delage kam mit dem zweiten Rang von Divo – mit nur einer Minute Rückstand auf den Sieger, dem bis dahin knappsten Ausgang zwischen Fahrern zweier verschiedener Marken bei einem Grand Prix – und Benoist auf dem dritten Platz zu einem sehr respektablen Ergebnis. Insgesamt war das  Rennen mit seinem bis zum Ende offenen Ausgang ein großer Erfolg für den Grand-Prix-Sport. Für Fiat dagegen war das eigene Abschneiden nach der personellen Einbuße eine bittere Enttäuschung, sodass Firmenchef Giovanni Agnelli wenig später den Rückzug aus dem Grand-Prix-Geschehen anordnete.

## Ergebnisse

### Meldeliste
| Team                          | Nr. | Fahrer              | Info  | Chassis                       | Motor                            | Reifen |
| ----------------------------- | --- | ------------------- | ----- | ----------------------------- | -------------------------------- | ------ |
| Sunbeam-Talbot-Darracq Motors | 01  | Henry Segrave       |       | Sunbeam GP                    | Sunbeam 2.0L I6 Kompressor       | RT     |
| Sunbeam-Talbot-Darracq Motors | 08  | Kenelm Lee Guinness |       | Sunbeam GP                    | Sunbeam 2.0L I6 Kompressor       | RT     |
| Sunbeam-Talbot-Darracq Motors | 14  | Dario Resta         |       | Sunbeam GP                    | Sunbeam 2.0L I6 Kompressor       | RT     |
| Automobiles Delage            | 02  | Albert Divo         |       | Delage 2 LCV                  | Delage 2.0L V12                  |        |
| Automobiles Delage            | 09  | Robert Benoist      |       | Delage 2 LCV                  | Delage 2.0L V12                  |        |
| Automobiles Delage            | 15  | René Thomas         |       | Delage 2 LCV                  | Delage 2.0L V12                  |        |
| SA Ital. Ing. Nicola Romeo    | 03  | Antonio Ascari      |       | Alfa Romeo P2 8C/2000         | Alfa Romeo 2.0L I8 Kompressor    | P      |
| SA Ital. Ing. Nicola Romeo    | 10  | Giuseppe Campari    |       | Alfa Romeo P2 8C/2000         | Alfa Romeo 2.0L I8 Kompressor    | P      |
| SA Ital. Ing. Nicola Romeo    | 16  | Louis Wagner        |       | Alfa Romeo P2 8C/2000         | Alfa Romeo 2.0L I8 Kompressor    | P      |
| SA Ital. Ing. Nicola Romeo    | 19  | Enzo Ferrari        | DNS a | Alfa Romeo P2 8C/2000         | Alfa Romeo 2.0L I8 Kompressor    | P      |
| Schmid Automobiles            | 04  | Giulio Foresti      | DNS b | Rolland-Pilain A22 Grand Prix | Schmid 2.0L I6                   | M      |
| Schmid Automobiles            | 11  | Jules Goux          |       | Rolland-Pilain A22 Grand Prix | Schmid 2.0L I6                   | M      |
| Fiat SpA                      | 05  | Felice Nazzaro      |       | Fiat 805/405                  | Fiat Type 405 2.0L I8 Kompressor | P      |
| Fiat SpA                      | 12  | Pietro Bordino      |       | Fiat 805/405                  | Fiat Type 405 2.0L I8 Kompressor | P      |
| Fiat SpA                      | 17  | Giuseppe Pastore    |       | Fiat 805/405                  | Fiat Type 405 2.0L I8 Kompressor | P      |
| Fiat SpA                      | 19  | Onesimo Marchisio   |       | Fiat 805/405                  | Fiat Type 405 2.0L I8 Kompressor | P      |
| Louis Zborowski               | 06  | Louis Zborowski     |       | Miller 122                    | Offenhauser 2.0L I8              |        |
| Automobiles E. Bugatti        | 07  | Jean Chassagne      |       | Bugatti T35                   | Bugatti 2.0L I8                  |        |
| Automobiles E. Bugatti        | 13  | Ernest Friederich   |       | Bugatti T35                   | Bugatti 2.0L I8                  |        |
| Automobiles E. Bugatti        | 18  | Pierre de Vizcaya   |       | Bugatti T35                   | Bugatti 2.0L I8                  |        |
| Automobiles E. Bugatti        | 21  | Leonico Garnier     |       | Bugatti T35                   | Bugatti 2.0L I8                  |        |
| Automobiles E. Bugatti        | 22  | Meo Costantini      |       | Bugatti T35                   | Bugatti 2.0L I8                  |        |

### Startformation
Die Startpositionen wurden in der Reihenfolge der Startnummern vergeben. Der Start erfolgte fliegend.
| Divo       | Segrave      |
|            |              |
| Nazzaro    | Ascari       |
|            |              |
| Chassagne  | Zborowski    |
|            |              |
| Benoist    | Lee Guinness |
|            |              |
| Goux       | Campari      |
|            |              |
| Friderich  | Bordino      |
|            |              |
| Thomas     | Resta        |
|            |              |
| Pastore    | Wagner       |
|            |              |
| Marchisio  | de Vizcaya   |
|            |              |
| Costantini | Garnier      |

### Rennergebnis
| Pos. | Fahrer              | Konstrukteur   | Runden | Stopps | Zeit          | Start | Schnellste Runde | Ausfallgrund   |
| ---- | ------------------- | -------------- | ------ | ------ | ------------- | ----- | ---------------- | -------------- |
| 01   | Giuseppe Campari    | Alfa Romeo     | 35     |        | 7:05:34,8 h   | 3     |                  |                |
| 02   | Albert Divo         | Delage         | 35     |        | + 1:05,4 min  | 2     |                  |                |
| 03   | Robert Benoist      | Delage         | 35     |        | + 11:26,0 min | 8     |                  |                |
| 04   | Louis Wagner        | Alfa Romeo     | 35     |        | + 19:36,0 min | 15    |                  |                |
| 05   | Henry Segrave       | Sunbeam        | 35     |        | + 23:21,2 min | 1     | 11:19,0 min      |                |
| 06   | René Thomas         | Delage         | 35     |        | + 31:52,6 min | 14    |                  |                |
| 07   | Jean Chassagne      | Bugatti        | 35     |        | + 40:51,8 min | 6     |                  |                |
| 08   | Ernest Friederich   | Bugatti        | 35     |        | + 45:10,8 min | 12    |                  |                |
| —    | Antonio Ascari      | Alfa Romeo     | 34     |        | DNF           | 9     |                  | Motorschaden   |
| —    | Dario Resta         | Sunbeam        | 33     |        | NC            | 13    |                  | abgewinkt      |
| —    | Leonico Garnier     | Bugatti        | 33     |        | NC            | 20    |                  | abgewinkt      |
| —    | Felice Nazzaro      | Fiat           | 22     |        | DNF           | 4     |                  | Bremsdefekt    |
| —    | Kenelm Lee Guinness | Sunbeam        | 20     |        | DNF           | 7     |                  | Motorschaden   |
| —    | Jules Goux          | Rolland-Pilain | 19     |        | DNF           | 10    |                  | Kühlerschaden  |
| —    | Onesimo Marchisio   | Fiat           | 17     |        | DNF           | 16    |                  | Motorschaden   |
| —    | Pietro Bordino      | Fiat           | 17     |        | DNF           | 11    |                  | Bremsdefekt    |
| —    | Louis Zborowski     | Miller         | 16     |        | DNF           | 5     |                  | Achsbruch      |
| —    | Meo Costantini      | Bugatti        | 16     |        | DNF           | 19    |                  | Lenkungsdefekt |
| —    | Pierre de Vizcaya   | Bugatti        | 11     |        | DNF           | 17    |                  | Unfall         |
| —    | Cesare Pastore      | Fiat           | 11     |        | DNF           | 18    |                  | Unfall         |